# Городское поселение Донское
Городско́е поселе́ние «Посёлок Донско́е» — упразднённое муниципальное образование в составе Светлогорского района Калининградской области в 2007 — 2018 годах. 
Административный центр — посёлок Донское.

## История
Городское поселение «Посёлок Донское» образовано 2 ноября 2007 года в соответствии с Законом Калининградской области № 182.
Законом Калининградской области от 30 марта 2018 года № 156 «Об объединении поселений, входящих в состав муниципального образования «Светлогорский муниципальный район», и организации местного самоуправления на объединенной территории» городское поселение было упразднено путём объединения с остальными поселениями Светлогорского муниципального района и организации Светлогорского городского округа, в который вошли составлявшие его населённые пункты.

## Население
| 2010 | 2012  | 2013  | 2014  | 2015  | 2016  | 2017  |
| ---- | ----- | ----- | ----- | ----- | ----- | ----- |
| 2953 | ↘2939 | ↘2830 | ↗2883 | ↘2857 | ↘2839 | ↘2810 |

## Состав городского поселения
В состав городского поселения входили 4 населённых пункта
- Донское (пгт, административный центр) — 2795[10]
- Марьинское (посёлок) — 15[4]
- Маяк (посёлок) — 10[4]
- Молодогвардейское (посёлок) — 4[4]

## Местное самоуправление
Главы администрации
- Елец Василий Иванович [11]
- Ярошенко Александр Иванович [11]